# Rast, Dolj
Rast là một xã thuộc hạt Dolj, România. Dân số thời điểm năm 2002 là 3801 người.